# Onthophagus amphicoma
Onthophagus amphicoma är en skalbaggsart som beskrevs av Antoine Boucomont 1914. Onthophagus amphicoma ingår i släktet Onthophagus och familjen bladhorningar. Inga underarter finns listade i Catalogue of Life.